# Suleyman-Stalsky (huyện)
Huyện Suleyman-Stalsky (tiếng Nga: ? райо́н) là một huyện hành chính tự quản (raion), của Dagestan, Nga. Huyện có diện tích 630 kilômét vuông, dân số thời điểm ngày 1 tháng 1 năm 2000 là 46300 người. Trung tâm của huyện đóng ở Kasumkent.